# Помоги мне, Боже!
Помоги мне, Боже! — (исп. Válgame Dios) — венесуэльский сериал 2012 года о молодой девушке, которая мечтает о любви и замужестве. Из-за проклятия все женщины её рода выбирают не тех мужчин в мужья, страдают и остаются одни до конца жизни. Главных героев сыграли Сабрина Сеара и Эдуардо Ороско. Главную отрицательную роль сыграл Рикардо Аламо. Съёмки сериала начались 28 ноября 2011 года.

## Сюжет
В один день жизнь главной героини Ямиле изменилась полностью. Она познакомилась с двумя мужчинами. Один — добрый, трудолюбивый и отзывчивый. Второй — легкомысленный и хитрый бабник. Но ей сложно понять, кто есть кто. Она может выбрать мужчину, который заставит её страдать.
Ямиле Лопес живёт с мамой и бабушкой. Все эти женщины трудолюбивы, привлекательны, милы и порядочны. Но все пострадали из-за старинного семейного проклятия. Больше ста лет назад одна из женщин их рода, Гиделия, тоже познакомилась с двумя мужчинами: хорошим и плохим. Прапрабабушка выбрала плохого мужчину, веря, что поможет ему исправиться. В итоге её жизнь была полна страданий. Та же история повторилась с её дочкой Хенарой, с внучкой Гумерсиндой и с правнучкой Гильерминой. Все женщины этого рода выбирали не того мужчину и страдали из-за него.
Ямиле мечтает о двух вещах в своей жизни. Первое — это преуспеть в профессии. В этот день она отправляется на первое в своей жизни собеседование. И, конечно же, очень волнуется. Она хочет устроиться на работу в школу и стать психологом, который помогает подросткам.
Вторая её мечта — это выйти замуж. Эта мечта становится особенно важной после того, как Ямиле понимает, что все её подруги уже вышли замуж. Она очень боится остаться старой девой. И Ямиле мечтает о красивой свадьбе с белым платьем. И это неудивительно. Её мать и бабушка работают портнихами и шьют свадебные платья. Все детство Ямиле прошло в окружении белых платьев.
Ямиле торопится на собеседование и ловит такси. За рулем оказывается Игнасио Кастильо, молодой человек, который подрабатывает таксистом по выходным. Он очень благородный, смелый, умный и трудолюбивый. Этот парень — настоящий герой, который всю жизнь спасает других. Его основная профессия — пожарный. Ямиле чувствует, симпатию к молодому таксисту, и это чувство оказалось взаимным. Игнасио тоже почувствовал интерес к Ямиле. Девушка не меньше очарована его отзывчивостью и желанием помогать людям.
Но в этот же день из-за проклятия Ямиле знакомится с другим мужчиной, который заставит её страдать. Хосе Альберто Гамбоа — это привлекательный мужчина сорока лет. При этом он неисправимый бабник. Хосе Альберто женат уже 25 лет на Мариэле, и у него два года роман с Динорой. Но мужчине нравится встречаться сразу с двумя-тремя девушками. Сейчас он только что расстался со своей второй любовницей и хочет найти ей замену. Когда он знакомится с Ямиле, то уверяет её, что он неженат и одинок. Ямиле и Хосе Альберто застревают в лифте. Девушке нравится солидный очаровательный зрелый мужчина. Но спасать её приходит Игнасио вместе со своей пожарной командой. Девушка благодарит его за то, что он дважды её выручил за этот день.
Когда Ямиле возвращается домой, мать и бабушка начинают паниковать. Они понимают, что проклятие вновь вернулось в их семью. Ямиле признается, что ей нравится Игнасио больше, чем Хосе Альберто. Но мама и бабушка уверяют, что это из-за проклятия. И ей лучше обратить внимание на Хосе Альберто.
Мать и бабушка хотят, чтобы на Ямиле кончилось это проклятие, и всячески пытаются её защитить. Но они не знают, что это зависит от матери Игнасио, Марбелис Кастильо. Все считают эту женщину почти святой и полной добродетелей, но на самом деле она лживая, беспринципная, не брезгующая ничем, чтобы скрыть правду.
Ямиле предстоит пережить много испытаний и страданий, чтобы стать счастливой, а также понять, кто из двух мужчин — любовь всей её жизни, а кто причинит ей боль

## Актёры
- Сабрина Сеара — Ямиле Лопес
- Эдуардо Ороско — Игнасио Кастильо Родригес
- Рикардо Аламо — Хосе Альберто Гамбоа
- Жан Карло Симанкас — Иносенте Кастильо
- Флавия Глеске — Динора Гонсалес
- Джиджи Санчета — Мариэла Кампос де Гамбоа
- Роберто Мессути — Кайо Кастильо Родригес
- Росмери Марваль — Кимберли Кастильо Родригес
- Эстефания Лопес — Габриэла Гамбоа Кампос
- Ракель Яньес — Ньевес Перес
- Карлота Соса — Марбелис Родригес де Кастильо «Святая»
- Беатрис Вальдес — Гильермина Лопес
- Аура Ривас — Гумерсинда Лопес[4]